# Glastonbury Fayre 1971
 (février 2012).
Si vous disposez d'ouvrages ou d'articles de référence ou si vous connaissez des sites web de qualité traitant du thème abordé ici, merci de compléter l'article en donnant les références utiles à sa vérifiabilité et en les liant à la section « Notes et références ».
Albums de Gong
Live 2 Infinitea
(2000) Acid motherhood
(2004)
Glastonbury Fayre 1971 est un album en concert de Gong sorti en 2002.
C'est la face consacrée à Gong du triple album Glastonbury Fayre, publié en 1972.
À cette édition du festival de Glastonbury, le groupe a partagé l'affiche avec Melanie, Quintessence, Edgar Broughton Band, Pink Fairies, Terry Reid, David Bowie, Hawkwind, Arthur Brown, Brinsley Schwarz, Fairport Convention, Family et Traffic.

## Liste des titres
| No | Titre                             | Durée |
| -- | --------------------------------- | ----- |
| 1. | Introduction                      | 0:22  |
| 2. | It's Only The World Said The Girl | 3:48  |
| 3. | Dexter (Electricity Cut)          | 0:45  |
| 4. | Fun Gods                          | 3:58  |
| 5. | John Peel's Judgement             | 0:04  |
| 6. | Divine Mother                     | 8:41  |
| 7. | Radio Gnome (Explosion)           | 0:45  |
| 8. | Bambolay / Ya Sunne               | 3:56  |
| 9. | Applause / Dexter                 | 0:17  |

## Musiciens
- Christian Tritsch : basse
- Laurie Allan : batterie
- Daevid Allen : guitare, guitare glissando, voix
- Didier Malherbe : saxophone
- Gilli Smyth : voix, space whisper
- Peter Pussydog : voix(rires)